# Phyllolabis kocmani
Phyllolabis kocmani är en tvåvingeart som beskrevs av Koc 2004. Phyllolabis kocmani ingår i släktet Phyllolabis och familjen småharkrankar. Inga underarter finns listade i Catalogue of Life.